# Розставання
«Розставання» (рос. «Расставания») — радянський художній фільм 1984 року, режисера Гавриїла Єгіазарова, знятий на кіностудії «Мосфільм».

## Сюжет
Під Новий рік, Роберт Галдаєв і його напарник Ванька Черепанов, шофери КАМАЗів, отримують завдання доставити машини на далеке будівництво ГЕС. Ванька — відкритий, щирий і чесний хлопець. Галдаєв — людина непростої долі, що наробила в минулому чимало помилок. Це його останній рейс…

## У ролях
- Армен Джигарханян — Роберт Петрович Галдаєв
- Федір Сухов — Веніамін Черепанов
- Світлана Рябова — Віра
- Віктор Філіппов — Степан Єгорович Федоткін, начальник автобази
- Володимир Самойлов — Микита Гуділін, шофер
- Валерій Афанасьєв — Борис Шутіков, шофер
- Олексій Панькин — Рєп'єв, шофер
- Сократ Абдукадиров — Кадиркулов, шофер
- Анатолій Ігонін — Гладишев, шофер
- Джемал Ніорадзе — Резо Чіладзе, шофер
- Микола Бармін — виконроб на будівництві ГЕС
- Юрій Саранцев — Гуров, начальник будівництва Воропаєвської ГЕС
- Лев Поляков — Андрій Іванович, міністр
- Сергій Векслер — Роберт Галдаєв в молодості
- Марія Зубарєва — Галя, наречена Роберта
- Євгенія Уралова — мати Роберта
- Борис Токарєв — Віктор, брат Віри
- Світлана Швайко — сусідка
- Тетяна Єгорова — епізод
- Людмила Гладунко — епізод

## Знімальна група
- Режисер — Гавриїл Єгіазаров
- Сценарист — Едуард Володарський
- Оператор — Юрій Уланов
- Композитор — Андрій Ешпай
- Художник — Наталія Мєшкова